# Litewka (rejon gródecki)
Litewka (ukr.  Литовка) – wieś na Ukrainie w rejonie lwowskim (wcześniej w rejonie gródeckim) obwodu lwowskiego.

## Historia
Dawniej wieś w powiecie rudeckim.